# Zollstraße
Bei Zollstraßen handelt es sich um grenzüberschreitende Verkehrswege, die zur Ein- und Ausfuhr zoll- und kontrollpflichtiger Waren genutzt werden müssen (per Zollgesetz festgelegter Zollstraßenzwang). Verkehrswege, auf denen das Einführen und Ausführen zoll- und kontrollpflichtiger Waren nicht zulässig ist, werden dagegen als Nebenstraßen bezeichnet. Die Festlegung von Zollstraßen obliegt der zuständigen Zollverwaltung des jeweiligen Staates.
Neben dem Zollstraßenzwang gibt es auch den Zollflugplatzzwang.

## Geschichtliche Entwicklung
Der Begriff findet seinen Ursprung im mittelalterlichen Zollwesen. Zu dieser Zeit setzte sich Europa sowohl aus einigen großen Königreichen und Kirchenstaaten als auch aus zahlreichen kleinen Feudalstaaten und freien Reichsstädten zusammen. Alle besaßen die Zollhoheit über ihr Staatsgebiet und ernannten in diesem Zug bestimmte Straßen, die meist als wichtige Handelsrouten fungierten, zu Zollstraßen. Auf diese Weise war es mit relativ geringem Aufwand möglich, die Ein- und Ausfuhr von Waren zu kontrollieren und Zölle zu erheben. 
Da einige Handelsreisende immer wieder versuchten, mit der Nutzung von Nebenstraßen den geforderten Zollabgaben der Territorialherren zu entgehen, wurde der so genannte Wehrzoll eingeführt. Der Wehrzoll gab den Grenzübertritt mit zollpflichtigen Waren auch auf Nebenstraßen gegen Bezahlung frei. Auf diese Weise bildeten sich schließlich nach und nach Zollgebiete, die sich durch die politische und wirtschaftliche Zusammenarbeit immer mehr ausweiteten und die Festlegung von Zollstraßen überflüssig machte. Bekanntes Beispiel ist hierfür das Zollabkommen in der Europäischen Union.

## Rechtliche Regelungen
Die für Zollstraßen geltenden rechtliche Regelungen werden in den Zollgesetzen der jeweiligen Staaten festgesetzt. Die Zollgesetze formulieren in der Regel einen Zollstraßenzwang für zollpflichtige Waren und geben vor, welche Verkehrswege als Zollstraße gelten. In Deutschland behandelt § 2 des Zollverwaltungsgesetzes (kurz ZollVG) den Warenverkehr auf Zollstraßen. Diesem Gesetz zufolge zählen zu den Zollstraßen sowohl Landstraßen als auch Wasserstraßen und Rohrleitungen. Das in Österreich eingeführte Zollrechts-Durchführungsgesetz (kurz ZollrDG) gibt in § 20 Festlegungen für Zollstraßen vor. Zusätzlich zu den auch in Deutschland geltenden Verkehrswegen können in Österreich auch öffentliche Eisenbahnlinien und elektrische Leitungen als Zollstraßen festgelegt werden. Artikel 22 des Schweizer Zollgesetzes (kurz ZG) bildet inhaltlich ähnliche Regelungen wie in Österreich ab. 

## Bedeutende Zollstraßen
- Zollstraße (Düsseldorf)